# Dirty Sox Graz
Die Dirty Sox Graz sind ein Baseball-Verein aus der steirischen Landeshauptstadt Graz.

## Geschichte
Der Verein wurde im Mai 1991 gegründet. Im Jahr 1992 errangen die Sox den Vizemeistertitel in der Landesliga Steiermark. 1993 spielten sie im Bundesstadion Graz-Liebenau, errangen die steirische Meisterschaft und stiegen in die Bundesliga 2 auf. In den Jahren zwischen 1996 und 2011 nutzte der Verein das Sox Field in Graz-Straßgang. 2005 erreichte der Verein in der Austrian Baseball League den siebenten Platz. Im Jahr 2006 gingen die Sox eine Spielgemeinschaft mit den Diving Ducks Wr.Neustadt ein. Da das Sox Field einer Wohnsiedlung weichen musste, erteilte die Austrian Baseball Federation keine Baseball-Bundesliga-Lizenz. Deswegen durften die Sox nicht in die Baseball-Bundesliga aufsteigen. Die Grazer blieben weitere vier Jahre ohne einen Spielort. Deswegen gab es nur Auswärtsspiele. Seit der Saison 2015 spielt der Verein im Trainingszentrum Graz-Weinzödl. Dadurch gab es nach fast vier Jahren wieder Heimspiele. Am Ende des Spieljahres erreichten die Sox den zweiten Platz in der Regionalliga Mitte. Im Frühjahr 2019 wurde auf die anderen Straßenseite in den Ballpark Graz Nord gewechselt.